# Platyja subunita
Platyja subunita là một loài bướm đêm trong họ Noctuidae.